# Medalla de Zhúkov
La Medalla de Zhúkov (en ruso: медаль Жукова) es una medalla conmemorativa de la Federación de Rusia establecida por decreto del Presidente de la Federación de Rusia N.º 930 del 9 de mayo de 1994,  inicialmente se otorgaba a los veteranos de la Gran Guerra Patria, pero actualmente se otorga a los miembros en servicio de las Fuerzas Armadas de la Federación de Rusia por hechos destacados de valor. Lleva el nombre del mariscal de la Unión Soviética Gueorgui Zhúkov, el militar más condecorado en la historia de la Unión Soviética.

## Historia
La Medalla de Zhúkov fue establecida el 9 de mayo de 1994 por Decreto del Presidente de la Federación de Rusia N.º 930. El estatuto inicial de la medalla establecía que la medalla se otorgaría a los veteranos militares y civiles del Ejército Rojo, la Armada, las tropas de la NKVD, los partisanos y los miembros de la clandestinidad, por su valentía, fortaleza y el coraje demostrados en la lucha contra los invasores nazis o los militaristas japoneses, y para conmemorar el centenario del nacimiento de Gueorgui Zhúkov. La base para la concesión de la medalla fue una simple prueba de participación directa en la Gran Guerra Patria de 1941-1945 como parte del ejército o en combate contra Japón.
El estatuto de la medalla fue modificado el 30 de diciembre de 1995 por Decreto del Presidente de la Federación de Rusia N.º 1334  «Sobre Enmiendas y Adiciones al Reglamento de la Medalla, aprobado por el Decreto del Presidente de la Federación de Rusia N.º 243 del 6 de marzo, 1995». A partir de esta modificación la medalla también podía otorgarse a los militares del Ministerio de Defensa y otros ministerios y departamentos, en los que la ley rusa prevé el servicio militar, por el coraje y la valentía mostrados en las operaciones de combate en defensa de la Patria y los intereses públicos de la Federación de Rusia.
Aunque inicialmente fue establecida únicamente en Rusia, la Medalla de Zhúkov fue posteriormente adoptada y también establecida en todos los países de la Comunidad de Estados Independientes por decisión del Consejo de Jefes de Estado del 26 de mayo de 1995.
En Minsk, en una reunión ordinaria del Consejo de Jefes de Estado, sobre la base de la Decisión del Consejo de Jefes de Gobierno de 26 de mayo de 1995 «Sobre el proyecto de decisión sobre el procedimiento para la concesión de la medalla de Zhúkov a los ciudadanos del Estados miembros de la CEI», la Decisión del Consejo de Jefes de Estado se adoptó el 26 de mayo de 1995. «Sobre el procedimiento para la concesión de la medalla de Zhúkov a los ciudadanos de los Estados miembros de la Comunidad de Estados Independientes». Esta decisión aprobó las disposiciones sobre la medalla y su descripción, idénticas a las disposiciones descritas en el Decreto N.º 243 del Presidente de la Federación de Rusia. Ambas decisiones fueron firmadas por los doce países.

## Estatuto
Posteriormente, por decreto del presidente de la Federación de Rusia N.º 1099 de 7 de septiembre de 2010, se realizaron una serie de cambios significativos en el estatuto y la descripción de la medalla.
La Medalla de Zhúkov, actualmente, se otorga a los miembros de las Fuerzas Armadas de Rusia, por su valentía, desinterés y coraje personal en la lucha por la protección de la Patria y los intereses públicos de la Federación de Rusia, por distinción en el porte militar durante el servicio, por estar alerta y por la participación activa en ejercicios y maniobras, así como por su excelente desempeño en el entrenamiento de combate.
La medalla se lleva en el lado izquierdo del pecho y, en presencia de otras órdenes y medallas de la Federación de Rusia, se coloca inmediatamente después de la Medalla de Ushakov.

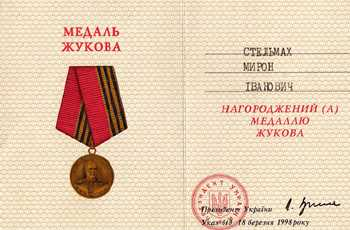
Certificado de concesión de la medalla

Cada medalla se entrega con un certificado de premio, este certificado se presenta en forma de un pequeño folleto de cartón de 8 cm por 11 cm con el nombre del premio, los datos del destinatario y un sello oficial y una firma en el interior.

## Descripción
La Medalla de Zhúkov es una medalla de latón circular de 32 mm de diámetro con un borde elevado por ambos lados. 
En el anverso de la medalla hay una imagen en relieve del busto del mariscal Zhúkov, con la cabeza medio vuelta a la derecha, sobre su uniforme, se pueden observar cuatro estrellas de Héroe de la Unión Soviética y una Estrella de Mariscal alrededor de su cuello. Debajo del busto a lo largo de la circunferencia inferior de la medalla, dos ramas de roble y laureles. Sobre el busto, a lo largo de la circunferencia superior de la medalla, hay la inscripción en relieve «Gueorgui Zhúkov» (en ruso: ГЕОРГИЙ ЖУКОВ).
El reverso original de la medalla, según lo dispuesto por el Decreto del Presidente de la Federación de Rusia de 6 de marzo de 1995 N.º 243, tenía en el centro, grabados en relieve en letras grandes los años «1896-1996» y ramas de roble y laurel en la parte inferior después de la circunferencia inferior de la medalla. Algunos fabricantes fabricaron una variante de la medalla con una inscripción más pequeña (1896-1996) y agregaron una «N» en relieve y una línea para el número de serie del premio. Se otorgaron más de 2,5 millones de condecoraciones de esta versión.
Tras la enmienda de 2010 a su estatuto, el reverso de la Medalla de Zhúkov actualmente lleva la inscripción en relieve «POR LA EXCELENCIA EN EL SERVICIO» (en ruso: ЗА ОТЛИЧИЕ В СЛУЖБЕ) en el centro, debajo de la inscripción, en relieve una letra «N» y una línea para el número de serie de la medalla. En la parte inferior, a lo largo de la circunferencia inferior de la medalla, ramas de roble y laurel.
La medalla está conectada con un ojal y un anillo a un bloque pentagonal cubierto con una cinta de muaré de seda. Ancho de banda 24 mm. La mitad izquierda de la cinta es roja. En la mitad derecha de la cinta hay cinco franjas longitudinales alternas de igual ancho (2 mm): tres negras y dos naranjas, y a lo largo de los bordes, una franja anaranjada estrecha de 1 mm de ancho.

## Medallas y cintas
| Reverso anterior a 2010       | Reverso posterior a 2010 | Anverso común |
| ----------------------------- | ------------------------ | ------------- |
|                               |                          |               |
| Cinta común a todos los tipos |                          |               |
|                               |                          |               |